# Lycée de Kallio
Le lycée de Kallio (finnois : Kallion lukio) est une école située dans le quartier du Kallio à Helsinki en Finlande .

## Présentation
Le lycée du Kallio compte environ 500 élèves et 155 nouveaux étudiants y sont inscrits chaque année, ce qui représente environ le tiers de ceux qui aspirent à être admis au lycée.

## Expression artistique
Le lycée est spécialisé dans l'expression, ce qui signifie qu'il organise des cours spécialisés dans l'expression artistique. Les cours sont disponibles dans les domaines suivants:
- théâtre
- expression écrite
- danse
- médias
- expression orale
- scénographie
- éclairage et  sonorisation

## Anciens célèbres
- Paavo Haavikko, académicien
- Tarja Halonen, Présidente de la République
- Jasper Pääkkönen, acteur
- Pirkko Saisio, acteur
- Anni Sinnemäki, politicien
- Jukka Tarkka, politicien
- Jani Toivola, acteur
- Maija Vilkkumaa, musicien